# Gschwend
Pour les articles homonymes, voir Gschwend (homonymie).
Gschwend est une commune de Bade-Wurtemberg (Allemagne), située dans l'arrondissement d'Ostalb, dans la région de Wurtemberg-de-l'Est, dans le district de Stuttgart.